# ۶۰۹ (میلادی)
۶۰۹ (میلادی) ششصد  و نهمین سال تقویم میلادی است.

## رویدادها
سال بعثت پیامبر اسلام

## درگذشتگان
‎